# Штадеккен-Эльсхайм
Штадеккен-Эльсхайм (нем. Stadecken-Elsheim) — община в Германии, в земле Рейнланд-Пфальц.
Входит в состав района Майнц-Бинген. Подчиняется управлению Нидер-Ольм. Население составляет 4624 человека (на 31 декабря 2010 года). Занимает площадь 14,52 км².
Коммуна подразделяется на 2 сельских округа.